# Sully Erna

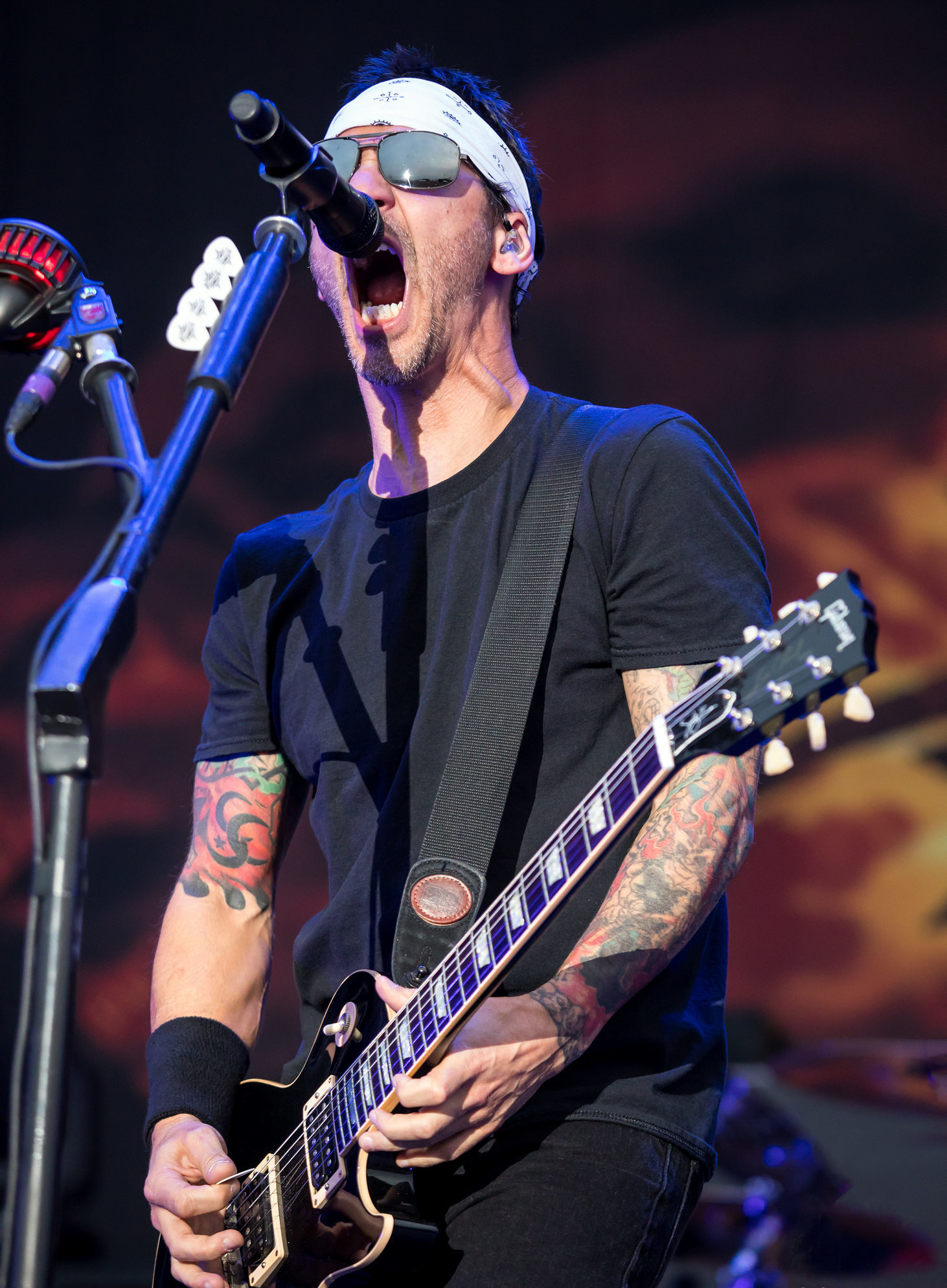
Sully Erna (2017)

Salvatore Paul „Sully“ Erna (* 7. Februar 1968 in Lawrence, Massachusetts) ist ein US-amerikanischer Sänger, Gitarrist und Schlagzeuger. Er ist Leadsänger der Rockband Godsmack und spielte zuvor bei Strip Mind und Meliah Rage.

## Werdegang
Erna begann im Alter von drei Jahren mit dem Schlagzeugspielen. Als Jugendlicher spielte er in verschiedenen Bands, ehe er als 18-Jähriger mit seiner Mutter nach North Carolina umzog. Im Jahre 1992 schloss er sich der Band Meliah Rage an, die er wenige Jahre später wieder verließ. Einige Demoaufnahmen mit Erna wurden im Jahre 2002 unter dem Titel Unfinished Business veröffentlicht. Gleichzeitig spielte er bei der Band Strip Mind, die im Jahre 1993 ihr einziges Album What’s in Your Mouth veröffentlichte.
Im Jahre 1995 gründete Erna die Band Godsmack, bei der er auch den Gesang übernahm. Notgedrungen spielte Erna auf dem 1997 als Eigenpressung veröffentlichten Debütalbum All Wound Up auch das Schlagzeug ein, nachdem der eigentliche Schlagzeuger Joe Darko die Band kurz vor den Aufnahmen verließ. Mit dem Einstieg von Tommy Stewart konzentrierte sich Erna voll auf den Gesang und tritt zeitweilig auch als Gitarrist und Mundharmonikaspieler auf. Mit Godsmack veröffentlichte Erna bislang sieben Studioalben und verkaufte weltweit mehr als 20 Millionen Alben. Viermal wurde die Band für einen Grammy Award nominiert.
Seit 2006 arbeitet Erna als Solokünstler und veröffentlichte im Jahre 2010 sein erstes Soloalbum Avalon. Darüber hinaus war Erna in den TV-Shows Criss Angel Mindfreak und Dirt zu sehen. Im Jahre 2009 hatte er einen Gastauftritt in dem Musikvideo White Trash Circus von Mötley Crüe. Zwei Jahre zuvor veröffentlichte Erna seine Autobiografie The Path We Choose. Sully Erna ist Anhänger der
„Naturreligion“ Wicca.

## Diskografie
| als Solokünstler - 2010: Avalon - 2012: Avalon Live - 2017: Hometown Life | mit Godsmack siehe Godsmack/Diskografie mit Meliah Rage - 2002: Unfinished Business | mit Strip Mind - 1993: What’s in Your Mouth |

als Gastmusiker
- 2019: Stiched Up Heart – Lost[5]
- 2019: Saint Asonia – The Hunted auf dem Album Flawed Design[6]
- 2024: Cory Marks – (Make My) Country Rock (feat. Travis Tritt, Sully Erna & Mick Mars)